# 大田村 (岐阜県)
大田村（おおたむら）は、かつて岐阜県恵那郡にあった村である。
現在の恵那市明智町大田に該当する。
村名は、前身となった村の名から合成した合成地名である。

## 大字・字
- 大字:無し
- 字:山口、瀧下、牛ケ鼻、略田、木の下、神田前、櫻木、大水口、仲田、下田、廣平、鈴ケ口、松平、薮下、かいつけ、丸川、井の下、新地、山脇、小平澤、水神の木、大井、はなた、山畑、鼠差、なめ入、吉原、白坂、根崎、丸山、平山、大渚、木の本、馬場、狐洞、駒ケ淵

## 歴史
- 1875年（明治8年） - 田良子村、大栗村、上田村が合併し、大田村となる。
- 1889年（明治22年）7月1日 - 町村制により大田村が発足。
- 1897年（明治30年）4月1日 - 阿妻村、吉良見村、大泉村と合併し、吉田村発足。同日大田村は廃止。

## 神社・仏閣
- 猿牧神社
- 南宮神社

## 学校
- 大田尋常小学校（恵那市立吉田小学校[2]の前身校の一つ）